# ミーネンヴェルファー

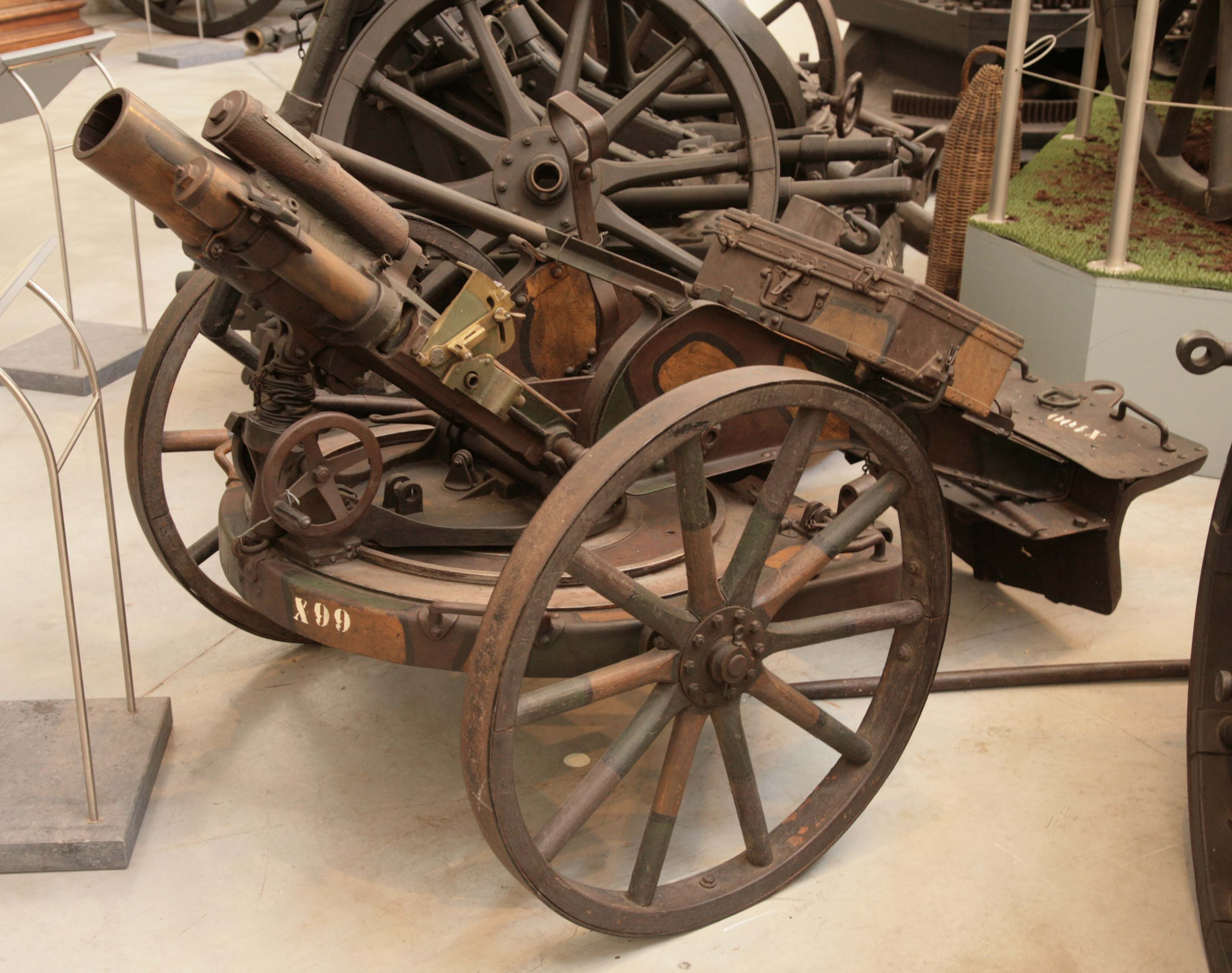
7.58cmミーネンヴェルファー

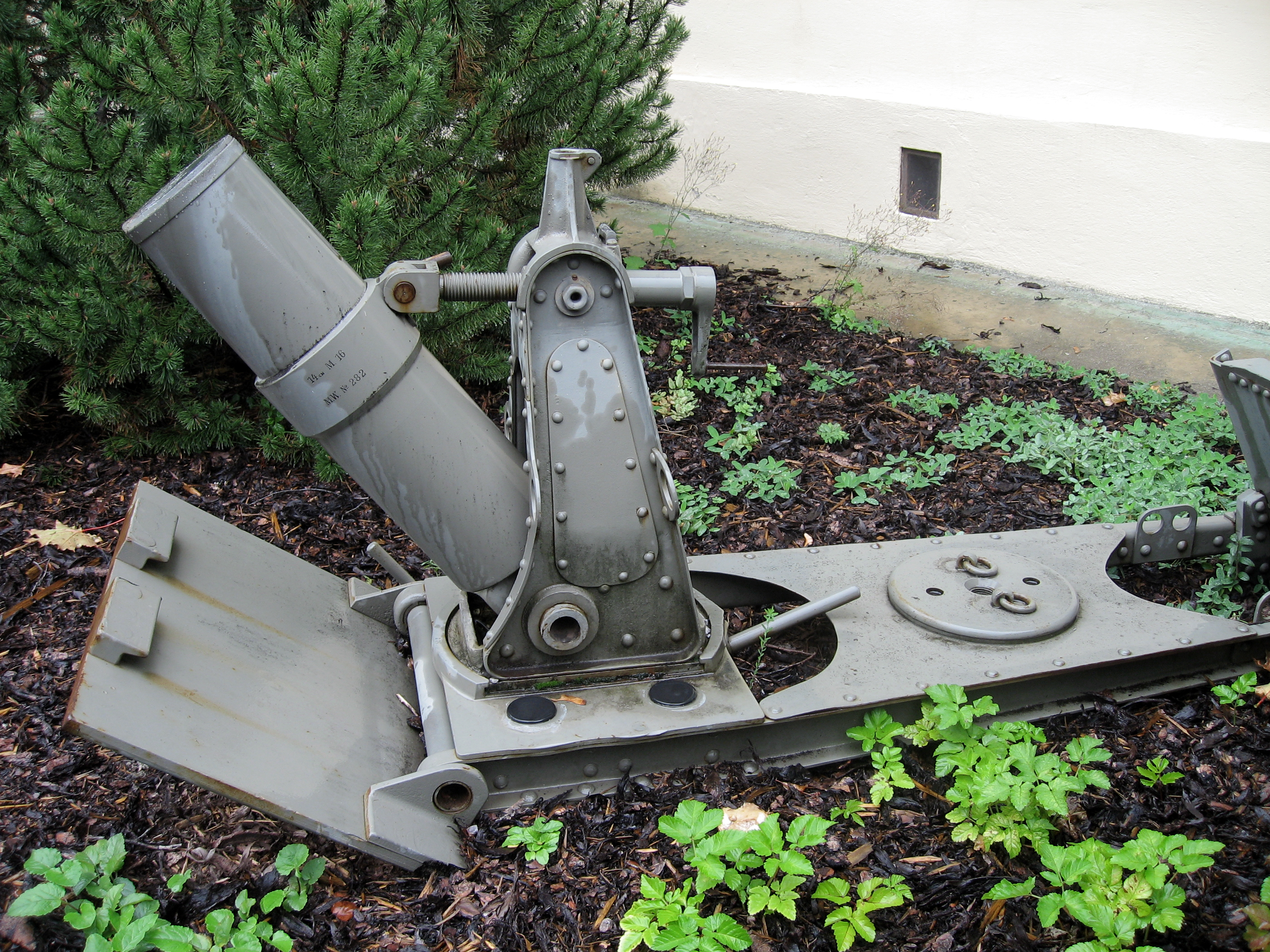
14cmミーネンヴェルファーM15

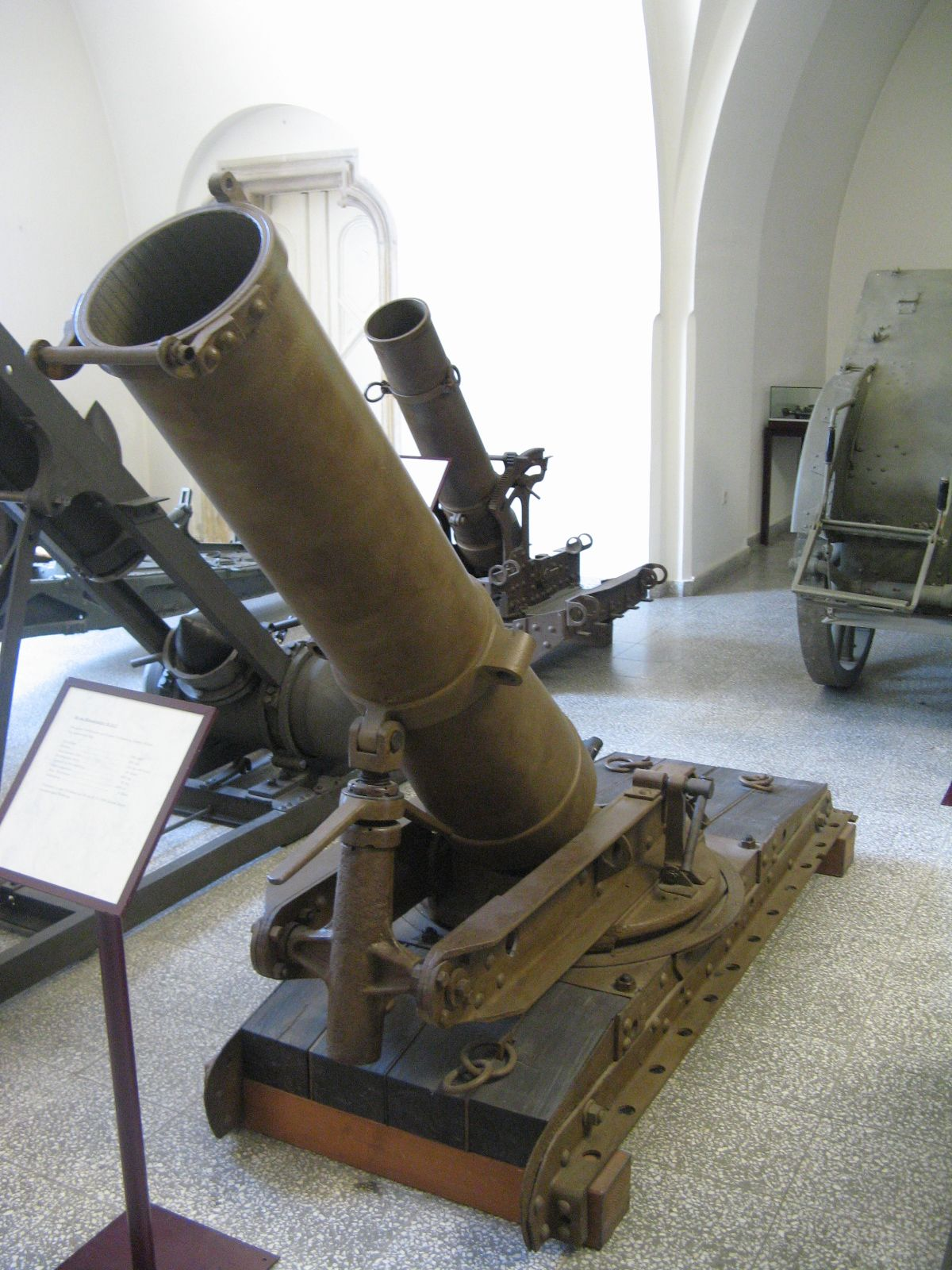
26cmミーネンヴェルファーM17

ミーネンヴェルファー（Minenwerfer）とは第一次世界大戦時にドイツが開発・運用した火砲の一種である。日本語に訳すなら「爆薬投射機」となるが、主に迫撃砲の一種として扱われることが多い。オーストリア＝ハンガリー帝国でも開発、運用されていた。
ドイツ軍においてはミーネンヴェルファーは工兵科の管轄であり、砲兵科管轄の物はMörser（臼砲）と呼んでいた。
ミーネンヴェルファー（爆薬投射機）という名称は工兵が爆薬を投射するための道具であり、砲兵科管轄の砲弾ではないとするための名称であった。
そのため、実質的には臼砲と同じ構造をしている物も多く、区別は構造や原理によるものではなく、管轄兵科によるものである。
構造はストークス・モーター式の迫撃砲に比べて複雑で精密で重量も重い。カノン砲や榴弾砲のようにライフリングのある砲身や駐退機を装備しており、照準装置も精密射撃を前提とした物である。運用方法も迫撃砲のように弾薬をばらまいて弾幕を張るような物ではなく、臼砲のように着弾修正をしながら正確に目標に命中させる方式だった。そのため、発射速度は遅く最大でも毎分6発程度が限界だった。
構造が複雑で高価、重いミーネンヴェルファーは簡単・軽量・安価の三拍子が揃ったストークス・モーター型の迫撃砲にとって代わられ、第二次世界大戦のころには使われなくなった。
ドイツのEhrhardt & Sehmer社が火薬を使わずに圧縮空気の力で砲弾を飛ばすルフトミーネンヴェルファー（空気爆薬投射機）を開発して、オーストリア＝ハンガリー帝国で使用されている。ドイツ軍は採用しなかったようである。

## 歴史
ドイツ軍は日露戦争の旅順攻囲戦を研究し、重砲がもはや掩蔽壕などで構築された防御力の高い陣地に対して有効でないことを気づいた。1907年からドイツ軍の技術委員会はラインメタル社と共同でこの問題に対処できる方法に取り組み、1910年に25cm sMW(25 cm schwerer Minenwerfer)を含む３種類のミーネンヴェルファーを開発した。
塹壕戦が中心となった第一次世界大戦では、放物線を描くライフルや大砲の弾道は遮蔽され、有効でない。やむを得ず、敵陣に接近して手榴弾を投げ込む擲弾兵が導入されたが、これも鉄条網や重機関銃に阻まれて有効でなくなっていた。
ミーネンヴェルファーの考え方は、爆弾を敵の頭上に持ち上げ、重力による落下で的に着弾させるというものだった。この弾道（曲射弾道）であれば、垂直に近い角度で、山や人工的な遮蔽物の向こうにいる相手や、塹壕という穴の中に隠れた相手を攻撃することができる。
第一次世界大戦当初、ドイツ軍は160台のミーネンヴェルファーを戦場に投入した。この兵器による攻撃は塹壕にいた敵軍を驚かせ、まもなく連合軍も同様の兵器を要求するようになった。1914年11月には鹵獲されたミーネンヴェルファーがロンドンの王立砲兵連隊兵舎に持ち込まれ、クリスマスにはこれを模造したイギリス製のミーネンヴェルファー100台が前線に急送された。

## 一覧
ドイツ帝国
- 7.58cmミーネンヴェルファー
- 17cmミーネンヴェルファー
- 24cm重フリューゲルミーネンヴェルファー
- 25cmミーネンヴェルファー

 オーストリア＝ハンガリー帝国
- 8cmルフトミーネンヴェルファーM15
- 9cmミーネンヴェルファーM14
- 10.5cmルフトミーネンヴェルファーM15
- 12cmルフトミーネンヴェルファーM15
- 12cmルフトミーネンヴェルファーM16
- 14cmミーネンヴェルファーM15
- 15cmルフトミーネンヴェルファーM15
- 20cmルフトミーネンヴェルファーM16
- 22.5cmミーネンヴェルファーM15
- 26cmミーネンヴェルファーM17